# José Antonio Balseiro
José Antonio Balseiro (né le 29 mars 1919 à Córdoba (Argentine) – mort le 26 mars 1962 à San Carlos de Bariloche est un physicien argentin.

## Biographie
Balseiro fréquente l'université nationale de Córdoba avant de déménager à La Plata, où il obtient un doctorat en physique à l'université nationale de La Plata sous la direction de Guido Beck.
En 1950, Balseiro obtient une bourse du British Council et effectue un postdoctorat à l'université de Manchester, dans le groupe dirigé par Léon Rosenfeld.
En 1952, le gouvernement demande son retour quelques mois avant la fin de sa bourse afin qu'il travaille au projet Huemul, dirigé par Ronald Richter (en). Le projet est cependant abandonné.
Rentré au pays, Balseiro dirige le département de physique de la Facultad de Ciencias Exactas y Naturales de l'université de Buenos Aires à partir de 1952.
En 1955, la National Atomic Energy Commission (en) crée l'Instituto de Física de Bariloche. Balseiro en est un joueur clé et est le premier directeur de la nouvelle institution.